# جون د. هينلي
جون د. هينلي (بالإنجليزية: John D. Henley)‏ هو ضابط أمريكي، ولد في 25 فبراير 1781 في ويليامزبرغ في الولايات المتحدة، وتوفي في 23 مايو 1835 في هافانا في كوبا.